# Avril 1918

## Événements
- Création de la République socialiste soviétique autonome (RSSA) du Turkestan, rattachée à la république socialiste fédérative soviétique (RSFS) de Russie.
- Création au Portugal par le dictateur Sidónio Pais d'un parti nationaliste républicain (Partido Nacional Republicano) regroupant les républicains de droite.

- 1er avril  au 30 avril : 
  - Paris est bombardée par les Pariser Kanonen (et non la Grosse Bertha).

- 1er avril :  création de la Royal Air Force (RAF), fusion des Royal Flying Corps et du Royal Navy Air Service.

- 2 avril  (affaire Sixte) : incident provoqué par Czernin, ministre des affaires étrangères Austro-hongrois entre l'empereur Charles Ier d'Autriche à Vienne et Clemenceau, premier ministre Français.

- 3 avril, France : loi réglementant des exportations de capitaux et des importations de titres ou de valeurs mobilières

- 4 avril : à la suite du meurtre d'un de leur ressortissants, les Japonais débarquent à Vladivostok, suivis des Britanniques le 7 avril.

- 5 avril : début du règne de Salote Tupou III, reine des Tonga (fin en 1965).

- 8 avril : le Congrès des nationalités de l'Autriche-Hongrie est ouvert à Rome. Celles-ci proclament leur volonté d'indépendance. Les États-Unis donnent leur accord au démantèlement de l'Autriche-Hongrie à la fin mai, suivi par le Conseil militaire de l'Entente, qui inclut aux buts de guerre la création de la Pologne, de la Tchécoslovaquie et d'un État des slaves du sud (Yougo-slavie).

- 9 avril : 
  - Offensive allemande en Flandre vers Hazebrouck. Bataille de la Lys, fatale au corps expéditionnaire portugais, dont les survivants sont enrôlés dans l'armée britannique (fin le 29 avril).
  - Le Parlement de Bessarabie vote le rattachement à la Roumanie.

- 11 avril : fondation de la Fédération universitaire argentine.

- 13 avril : 
  - les troupes allemandes (Mannerheim) s'emparent d'Helsingfors (Helsinki), occupée par les bolcheviks depuis le 28 janvier;
  - première traversée des Andes par la voie des airs, effectuée par le pilote argentin Luis Candelaria à bord d'un Morane-Saulnier, entre Zapala (Argentine) et Cunco (Chili).

- 14 avril : 
  - Foch est nommé commandant en chef des armées alliées.
  - Ottokar Czernin démissionne de son poste de ministre austro-hongrois des affaires étrangères.

- 21 avril : l'as allemand Manfred von Richthofen, surnommé le baron rouge, meurt à bord d'un Fokker Dr.1 Triplan au cours d'un combat aujourd'hui encore nébuleux. Le capitaine australien Roy Brown est crédité de cette victoire que d'autres revendiquent.

- 22 avril : proclamation de la République démocratique fédérative de Transcaucasie, qui rompt tous liens avec la Russie. Elle éclate quand la Géorgie proclame son indépendance.

- 23 avril : raid sur Zeebruges.

- 24 avril : premier affrontements entre chars de combat de l'Histoire à Villers-Bretonneux

- 26 avril : les forces allemandes cessent leur offensive infructueuse en Picardie.

- 27 avril : premier vol de l'avion d'attaque au sol britannique Sopwith Salamander.

- 29 avril : première victoire aérienne américaine sur le front européen.

- 30 avril : assigné à résidence depuis mars 1917, l'ancien tsar Nicolas II est transféré avec sa famille de Tobolsk à Iekaterinbourg. Il est maintenant entre les mains des bolcheviks.

## Naissances
- 14 avril : Cornell Capa, photographe américain d'origine hongroise, frère cadet de Robert Capa († 23 mai 2008).
- 18 avril : André Bazin, critique et théoricien de cinéma français  († 11 novembre 1958).
- 23 avril : Maurice Druon, de l'Académie française († 14 avril 2009).
- 24 avril : Robert Escarpit, universitaire, écrivain et journaliste français († 19 novembre 2000).
- 25 avril : 
  - Ella Fitzgerald, chanteuse américaine († 15 juin 1996).
  - Alain Savary, personnalité politique française, ancien ministre de l'Éducation nationale († 17 février 1988).

## Décès
- 21 avril : Manfred von Richthofen, dit le Baron Rouge, as aérien allemand (° 2 mai 1892).
- 23 avril : Paul Sébillot, ethnologue français (° 6 février 1843).
- 28 avril : Gavrilo Princip, anarchiste serbe (° 1894).